# 基地村
基地村（きちそん、朝鮮語: 기지촌、キジチョン、英語: kijichon、camptown）は、大韓民国の在韓米軍基地の近傍にあって、基地の米兵たちに飲食や性的サービスなどを提供する施設が集積している場所を指す表現。基地の近傍にあっても、そのような施設のない純然たる農村などは基地村とは呼ばれない。ソウル特別市の一部に入っている梨泰院のように、大都市圏内の基地付近の地区を意味する場合もあるが、一般的には、非都市部の地域、特に非武装地帯近くに数多くある。

## 基地村の女性たち
基地村で生活し働くことは社会的スティグマであるため、基地村の住民は、韓国の一般社会とは交わりをもたない場合が多い。韓国の一般市民から見れば、基地村に住む者は、貧しいか、何らかの理由で社会の周縁へ追われた者たちである。基地村は、おもに米兵相手の売春の場になっており、それは「韓国を防衛する米兵たちに必要であり、（地域の）経済発展にも資する」ものであるとされている。基地村における事業は、おしなべて「米軍関係者のため、「韓国特殊観光協会 (Korea Special Tourist Association) の免許を受けて」展開されている。こうした政府とのつながりもあり、また、基地の多くが非武装地帯付近にあるという事情のため、セックスワークや米兵の犯罪は、一般市民の目からは容易に隠されている。
基地村で売春に従事する女性たちは、「洋公主（양공주：ヤンコンジュ）」、「洋セクシ（양색시）」、「洋ガルボ（양갈보）」などの蔑称で呼ばれる。また、1980年代に日本の慰安婦問題に注目が集まるようになるまでは、「慰安婦（위안부、comfort women）」はもっぱら彼女たちを指す公的な用語であった。
基地村で働く女性たちは、彼女たち自身がそのような生き方を選択したという（一般社会側の）感覚が存在することもあり、特に社会的スティグマを帯びている。このため、基地村の女性たちは、基地村を離れることは滅多にないし、離れた者は家族からも隠れて暮らしている。かつては、貧しい女性たち（その中には元慰安婦もいた）を基地村に集める活動が活発で、彼女たちは消耗品扱いで「＜りっぱな＞韓国女性たちの純潔を守る」ために使われた。
かつての韓国は、アメリカ人女性や子どもたちが行くには「危険すぎる場所 (too dangerous a locale)」とみなされており、また、人種間結婚は違法とされていたため、米国は人種間の性的接触も管理が必要だと考えていた。こうした背景から、アメリカ合衆国における人種の隔離線を反映して、基地村の女性たちも黒人兵相手の女性は、白人兵を相手にできなかった。

## 1960年代における制度化
もともと基地村は、第二次世界大戦後に外国人将兵が進駐してくる状況の中で自然発生的に成立した面もあったが、性病の蔓延を管理したい米軍と韓国政府の意向から、様々な形で基地近くへ売春関係が集積するよう誘導する政策が採られた。
1960年代に入ると、政府は、1961年に売春を規制する淪落行為等防止法を制定する一方で、観光事業振興法も制定し，事実上、外国人を相手とする売春事業者として特殊観光施設業者を法的に位置付けた。1962年に全国で104か所指定された淪落地域のうち、32か所が基地村であり、その中には、梨泰院，東豆川，議政府などが含まれていた。
基地村の経済は1960年代に最盛期を迎えたが、当時の基地村で売春に従事する女性の総数は1.6万人から2万人以上に達したものと推定されている。

## 1990年代以降の変化
1990年代以降になると、「エンターテナー」としておもにフィリピンから、また、一部にはロシアなどからも入国した女性たちが、基地村における売春の担い手として増加していった。